# Robert Plot
Pour les articles homonymes, voir Plot.
Robert Plot, né le 13 décembre 1640 à Borden dans le Kent et mort le 30 avril 1696 dans cette même ville, est un naturaliste et un chimiste anglais.

## Biographie
Il est le fils de Robert Plot et de Rebecca née Patenden. Il obtient son Bachelor of Arts à Magdalen Hall à Oxford en 1661, son Master of Arts en 1664 et deux diplômes de droit en 1671. En 1677, il devient membre de la Royal Society, et son secrétaire en 1682.
Il se marie avec Rebecca Burnam le 21 août 1690. En 1683, il devient le premier conservateur du Muséum d’Elias Ashmole (1617-1692), qui joua un rôle important dans la franc-maçonnerie anglaise du XVIIIe siècle. La même année, il devient le premier professeur de chimie à l’Université d'Oxford.
Il devient, en 1688, l’historiographe du roi Jacques II d'Angleterre (1633-1701).
Il est notamment l’auteur de The Natural History of Oxfordshire (1677), De Origine Fontium tentamen philosophicum... (huit volumes, 1684), The Natural History of Staffordshire (1686).

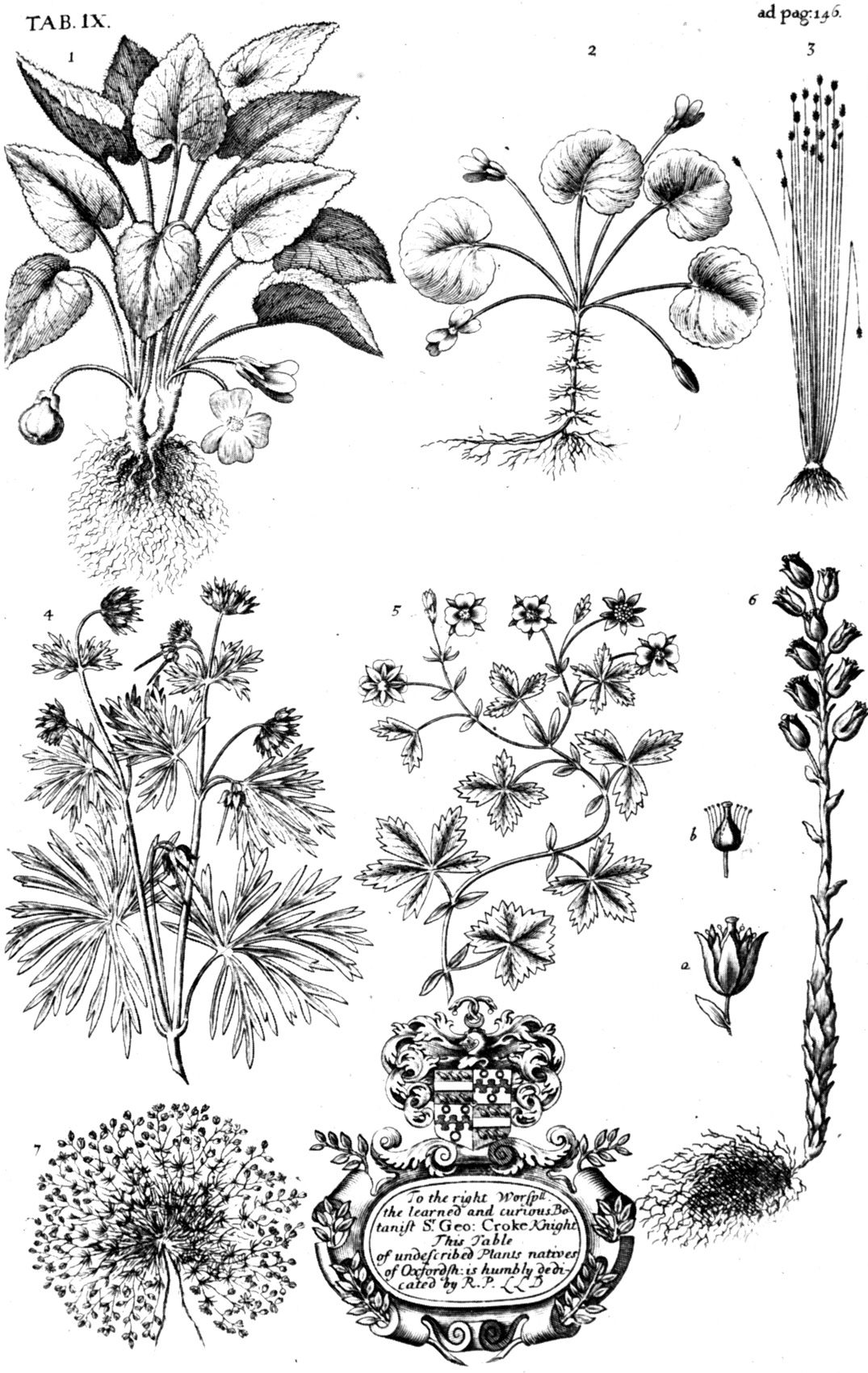
Planche extraite de Natural History of Oxfordshire (1677).

## Plot Manuscript
Concernant un ancien manuscrit maçonnique disparu, connu sous l'appellation de Plot Manuscript, René Guénon a écrit, dans un compte-rendu critique publié dans la revue Études traditionnelles (mars 1938).